# La Sonate à Kreutzer
Pour les articles homonymes, voir La Sonate à Kreutzer (homonymie).
Cet article concerne le roman. Pour l'adaptation cinématographique, voir La Sonate à Kreutzer (film, 1914).
 (février 2017).
Si vous disposez d'ouvrages ou d'articles de référence ou si vous connaissez des sites web de qualité traitant du thème abordé ici, merci de compléter l'article en donnant les références utiles à sa vérifiabilité et en les liant à la section « Notes et références ».
La Sonate à Kreutzer est un roman court en langue russe de Léon Tolstoï écrit dans sa maison de Moscou et publié en 1889. Il paraît pour la première fois en France aux éditions Lemerre en 1890, dans une traduction d'Isaac Pavlovski et J.-H. Rosny aîné et une autre d'Ely Halpérine-Kaminsky aux éditions Marpon & Flammarion.
Le titre fait référence à la Sonate pour violon et piano no 9 en la majeur, dite « Sonate à Kreutzer », de Beethoven, que joue l’un des protagonistes de l’ouvrage. Le texte a inspiré par la suite plusieurs œuvres musicales, dont le premier quatuor de Leoš Janáček. Il a également été porté plusieurs fois à l'écran, notamment par le réalisateur russe Vladimir Gardine en 1914.
Sophie Tolstoï répondit aux positions sur le mariage et la place de la femme défendues par son mari dans la Sonate à Kreutzer par deux ouvrages : À qui la faute ? et Romance sans paroles. Léon Tolstoï fils fera de même en publiant Le Prélude de Chopin.

## Résumé

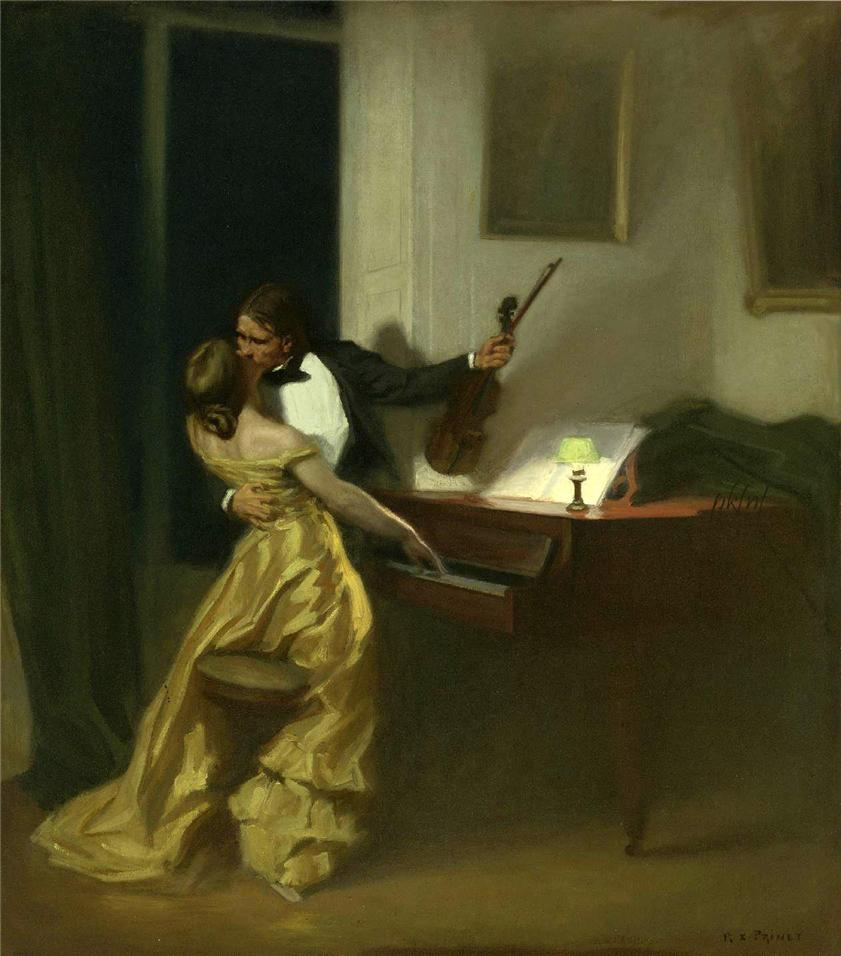
Le roman de Tolstoï a inspiré au peintre René-Xavier Prinet la toile La Sonate à Kreutzer, exécutée en 1901.

Au début du printemps, lors d’un voyage de plusieurs jours en train, le narrateur est dans un compartiment avec trois personnes depuis le départ du train. Une femme déjà âgée, un ami à elle qui se révèlera être un avocat et un homme sans âge aux cheveux blancs.
La femme et l’avocat parlent des relations homme-femme et de l’augmentation du nombre de divorces, l’homme aux cheveux blancs qui était jusque-là taciturne se joint à la conversation et prétend que l’amour n’existe pas, qu'il s’agit tout au plus d’une attirance physique qui ne dure pas. Puis il se présente, il s’appelle Pozdnychev et il a tué sa femme.
Pozdnychev raconte au narrateur sa vie. Il a commencé à fréquenter les prostituées alors qu’il n’avait pas encore seize ans. À trente ans, il se considère comme un fornicateur mais, n’ayant pas abandonné l’idée de se marier, il choisit la jeune fille la plus pure qu’il puisse trouver. La lune de miel est un échec après trois jours et « l’épuisement de la sensualité ». Sa femme se retrouve enceinte immédiatement, elle aura cinq enfants en huit ans.
L’incompréhension dans le couple fait place au dédain puis à la haine. Après une dispute  particulièrement orageuse, sa femme fait une tentative de suicide.
C’est à ce moment que Pozdnychev présente Troukhatchevski à sa femme. C’est un excellent joueur de violon et justement elle s’est remise depuis peu au piano. Les deux parlent musique et décident de faire une répétition puis un petit récital chez le couple.
Lors de la soirée, Troukhatchevski et sa femme jouent la sonate à Kreutzer de Beethoven. La soirée est une réussite, mais Pozdnychev ressent la morsure de la jalousie en constatant l’entente qui s'est créée entre sa femme et Troukhatchevski. Il est convenu que ce dernier doit repasser dans une semaine.
Le surlendemain, Pozdnychev part en province. Il reçoit une lettre de sa femme. Elle a reçu la visite de Troukhatchevski. Cette visite non prévue rend Pozdnychev fou de jalousie. Il ne dort pas de la nuit, repart à l’aube à Moscou et, pendant le long voyage, imagine des scénarios entre sa femme et Troukhatchevski. Dans le train, il est comme un fauve en cage.
Quand il arrive chez lui à minuit, il prend un poignard, rentre dans la pièce où sont sa femme et Troukhatchevski. Ce dernier fuit, Pozdnychev poignarde sa femme et s’enferme dans son cabinet. Deux heures plus tard, sa belle-sœur lui demande de venir parler à la mourante, il lui demande pardon.
Il fera onze mois de prison avant le procès et sera acquitté : c’est un drame de la jalousie et il était le mari trompé.
Ses enfants sont maintenant dans sa belle-famille. Il vient d’aller les voir, mais on ne les lui confiera pas.

## Postface
L'auteur veut répondre aux nombreux courriers reçus.
- Premier point : La société a la conviction que les rapports sexuels sont indispensables à la santé. Comme tout le monde ne peut pas se marier, cela pousse les hommes à fréquenter des prostituées et sacrifier par là même la santé de ces femmes. C'est possible par un régime alimentaire approprié, l'interdiction morale de rapport avec les femmes d'autrui et la continence.

- Deuxième point : L'infidélité conjugale, il faut la combattre par l'éducation de la jeunesse et la réprobation par l'opinion publique.

- Troisième point : Les moyens de contraception et les rapports sexuels pendant la grossesse et l'allaitement sont à proscrire.

- Quatrième point : Il faut se soucier de l'éducation morale des enfants et non pas seulement de leur corps.

- Cinquième point : Les jeunes gens dépensent trop d'énergie et de temps à chercher à plaire. Il faut que la chasteté soit un idéal.

## Les personnages
- Le narrateur, il recueille la confession de Pozdnychev dans le train.
- Pozdnychev, l’homme aux cheveux blancs, il a tué sa femme.
- La femme de Pozdnychev, mère de cinq enfants, poignardée par son mari.
- Troukhatchevski, violoniste, Pozdnychev le soupçonne d’être l’amant de sa femme.

## Extraits
- « Poursuivit-elle en répondant, selon l’habitude de beaucoup de dames, non aux paroles de son interlocuteur mais à celles qu’elle pensait qu’il allait prononcer. »

- Pozdnychev : « La débauche, la vraie, consiste précisément dans le fait de se libérer des rapports moraux avec la femme avec laquelle on a un commerce physique. »

- Pozdnychev en comparant les femmes du monde et les prostituées : « Aucune différence, les prostituées à court terme sont habituellement méprisées, les prostituées à long terme respectées. »

- Pozdnychev en parlant de sa femme : « Je regardais parfois comment elle versait le thé, comment elle balançait son pied ou portait sa cuillère à sa bouche, le bruit qu’elle faisait en aspirant le liquide, et je la haïssais pour cela. »

- Pozdnychev en rentrant dans la pièce où se trouve sa femme et Troukhatchevski : « Je me rappelle l’expression de leurs visages… C’était une expression d’effroi. C’était précisément ce qu’il me fallait. »

## Édition française
- La Sonate de Kreutzer, traduit par Isaac Pavlovski et J.-H. Rosny aîné, Lemerre, 1890.
- La Sonate à Kreutzer, traduit par Ely Halpérine-Kaminsky, Flammarion, 1906.
- La Sonate à Kreutzer, traduit par Isaac Pavlovski et J.-H. Rosny aîné, Lemerre, 1933 (rééd. 1942).
- La Sonate à Kreutzer, traduit par Sylvie Luneau, Bibliothèque de la Pléiade, éditions Gallimard, 1960  (ISBN 2 07 010565 2).
- La Sonate à Kreutzer, traduit par Michel Aucouturier, suivi des réponses romanesques de Sofia Tolstoï, À qui la faute ? et de Léon Tolstoï fils, Le prélude de Chopin, Editions des Syrtes, 2010.

## Adaptations

### Au théâtre
- 1910 : La Sonate à Kreutzer, pièce en 4 actes de Fernand Nozière et Alfred Savoir, mise en scène de Lugné-Poe, au théâtre de l'Œuvre (20 janvier).

### Au cinéma
- 1914 : La Sonate à Kreutzer (Kreitserova sonata), film muet russe réalisé par Vladimir Gardine
- 1915 : The Kreutzer Sonata, film muet américain réalisé par Herbert Brenon, avec Nance O'Neil, Theda Bara et Henry Bergman
- 1920 : La Sonata a Kreutzer, film muet italien réalisé par Umberto Fracchia, avec Mario Mecchia et Lina Millefleurs
- 1937 : La Sonate à Kreutzer (Die Kreutzersonate), film allemand réalisé par Veit Harlan, avec Lil Dagover et Peter Petersen
- 1938 : Les Nuits blanches de Saint-Pétersbourg, film français réalisé par Jean Dréville, d'après la nouvelle La Sonate à Kreutzer de Léon Tosltoï, avec Gaby Morlay, Jean Yonnel, Jacques Erwin et Pierre Renoir
- 1948 : Amanti senza amore film italien réalisé par Gianni Franciolini, avec Clara Calamai, Roldano Lupi et Jean Servais
- 1956 : La Sonate à Kreutzer, film français réalisé par Éric Rohmer
- 1987 : La Sonate à Kreutzer (Kreitserova sonata), film russe réalisé par Sofia Milkina et Mikhaïl Schweitzer, avec Oleg Yankovski et Alla Demidova[4]
- 2008 : La Sonate à Kreutzer (The Kreutzer Sonata), film américain réalisé par Bernard Rose, avec Danny Huston et Elisabeth Röhm

### À la télévision
- 1978 : Kreutzer-sonaatti, mini-série finnoise réalisée par Mirjam Himberg
- 1985 : La Sonata a Kreutzer, téléfilm italien réalisé par Gabriella Rosaleva
- 1987 : Kreutzer szonáta, téléfilm hongrois réalisé par Éva Zsurzs